# 不動岩三男
不動岩 三男（ふどういわ みつお、1924年8月6日 - 1964年4月15日）は、熊本県熊本市出身で時津風部屋（入門時は粂川部屋）に所属した大相撲力士。本名は野田 三男（のだ みつお）。最高位は西関脇。

## 来歴
1924年8月6日に熊本県熊本市で生まれるが、父親の仕事の関係から満州国新京で過ごした。新京商業学校に進学してからは柔道・バレーボール・野球など多くのスポーツを経験し、野球では一塁手を務めていた。ある日、引退直後だった鏡岩善四郎が夏の巡業で京城を訪れた時に、198cm・100kgの立派な体格を見出され、話を聞いた父親と共に相撲場の支度部屋で鏡岩と対面すると勧誘されたので、粂川部屋へ入門した。
1940年1月場所において初土俵を踏み、1942年に双葉山相撲道場へ移籍してからは双葉山定次の厳しい稽古で着実に力を付けていった。1944年11月場所で新入幕を果たすと、双葉山定次の横綱土俵入りで露払いを務めるなど、取組以外でも活躍の場を広げていった。元々高かった身長は入幕後に214cmまで伸びる（それ以上との噂もあった）など昭和以降で最長身の幕内力士となり、長身を生かしての吊り出し・上手投げは豪快で強かったことから将来を期待された。特に1946年11月場所で関脇へ昇進して以降は「巨人横綱誕生も可能」と言われ、東富士欽壹・千代の山雅信・鏡里喜代治などと一時代を築くものと思われたが、勝ち味が遅くて下半身が弱いために速攻の力士に対抗できず、負傷や内臓疾患などの病の影響もあって大成できなかった。結局、前頭上位に降格して以降は優勝争いに加わることはなく、坐骨神経痛による十両陥落を経て、1954年1月場所を最後に現役を引退した。それでも、1945年11月場所6日目に安藝ノ海を上手投げで破ったことなどは名勝負で知られる。安藝ノ海の左上手投げ、左外掛けをこらえ、右前ミツを取られても左で抱え込み、横綱が左を巻き替えて強引に寄って出てくるところを右上手投げ一閃。かつて双葉山の連勝を止めたライバルを倒し、師匠の引退場所に花を添えた格好となった。
引退後は年寄・粂川（のちに式秀）を襲名して勝負検査役を担当するが、身長214cmの巨体が座っては真後ろの観客が観戦できず、苦情が出たことですぐに桟敷主任へ異動となった。1961年11月場所を最後に日本相撲協会を廃業し、郷里・熊本県で開発会社の監査役を務めたが、僅か2年半後の1964年4月15日に死去、39歳没。

## 人物・エピソード
身長214cmとひときわ長身で、身長差を生かした吊り出し・上手投げなどが得意だった。
一度に6升の酒を軽く飲み干したこともある酒豪で、連日大酒を飲んでいたことが要因となって内臓疾患を引き起こしたとも言われている。
蔵前国技館では土俵から房までの間隔が214cmあったが、これは不動岩の身長によって決定したものである。
栃錦清隆に襷反りで敗れたことがあるが、その時の写真は、双葉山定次が後楽園球場で横綱土俵入りを披露（不動岩が露払い）した時と共に何度か誌上に出ることがある。

## 主な成績
- 通算成績：187勝196敗22休　勝率.488
- 通算幕内成績：105勝126敗15休　勝率.455
- 現役在位：35場所
- 幕内在位：19場所
- 三役在位：2場所（関脇1場所、小結1場所）
- 各段優勝：幕下優勝1回（1944年1月場所）

### 場所別成績
| 1940年 （昭和15年） | （前相撲）              | x                | 新序 1–2              | x                 |
| 1941年 （昭和16年） | 東序ノ口18枚目 4–4      | x                | 東序二段69枚目 7–1    | x                 |
| 1942年 （昭和17年） | 西三段目78枚目 6–2      | x                | 西幕下47枚目 4–4      | x                 |
| 1943年 （昭和18年） | 東幕下43枚目 7–1        | x                | 東幕下10枚目 3–5      | x                 |
| 1944年 （昭和19年） | 西幕下16枚目 優勝 8–0   | x                | 東十両4枚目 6–4       | 東前頭18枚目 6–4  |
| 1945年 （昭和20年） | x                       | x                | 西前頭5枚目 5–2       | 西小結 5–5        |
| 1946年 （昭和21年） | x                       | x                | 国技館修理 のため中止 | 西関脇 5–8        |
| 1947年 （昭和22年） | x                       | x                | 東前頭2枚目 4–6       | 東前頭5枚目 7–4   |
| 1948年 （昭和23年） | x                       | x                | 西前頭筆頭 5–6        | 東前頭3枚目 4–7   |
| 1949年 （昭和24年） | 東前頭6枚目 6–7         | x                | 西前頭8枚目 9–6       | 東前頭4枚目 4–11  |
| 1950年 （昭和25年） | 西前頭8枚目 9–6         | x                | 東前頭6枚目 4–11      | 東前頭11枚目 10–5 |
| 1951年 （昭和26年） | 西前頭3枚目 7–8         | x                | 東前頭5枚目 3–6–6     | 西前頭9枚目 7–8   |
| 1952年 （昭和27年） | 東前頭10枚目 5–10       | x                | 東前頭15枚目 0–6–9    | 西十両2枚目 2–6–7 |
| 1953年 （昭和28年） | 西十両9枚目 8–7         | 東十両10枚目 9–6 | 西十両8枚目 7–8       | 西十両9枚目 4–11  |
| 1954年 （昭和29年） | 東十両16枚目 引退 6–9–0 | x                | x                     | x                 |
| 各欄の数字は、「勝ち-負け-休場」を示す。 優勝 引退 休場 十両 幕下 三賞：敢=敢闘賞、殊=殊勲賞、技=技能賞 その他：★=金星 番付階級：幕内 - 十両 - 幕下 - 三段目 - 序二段 - 序ノ口 幕内序列：横綱 - 大関 - 関脇 - 小結 - 前頭（「#数字」は各位内の序列） |                         |                  |                       |                   |

### 幕内対戦成績
| 安藝ノ海 | 1    | 0 | 東冨士   | 0    | 5 | 五ツ海   | 5 | 4    | 五ッ洋 | 0 | 1 |  |  |  |
| 大熊     | 1    | 1 | 大起     | 3    | 6 | 大ノ海   | 3 | 2    | 大ノ森 | 3 | 0 |  |  |  |
| 大晃     | 1    | 1 | 甲斐錦   | 4    | 0 | 甲斐ノ山 | 0 | 2    | 笠置山 | 1 | 0 |  |  |  |
| 鹿嶋洋   | 3    | 0 | 神錦     | 2    | 0 | 神若     | 1 | 0    | 九州山 | 0 | 1 |  |  |  |
| 清美川   | 2    | 0 | 九州錦   | 5    | 2 | 国登     | 0 | 2    | 高津山 | 4 | 3 |  |  |  |
| 琴ヶ濱   | 2    | 0 | 琴錦     | 4    | 1 | 佐賀ノ花 | 0 | 3    | 相模川 | 0 | 1 |  |  |  |
| 櫻錦     | 1(1) | 5 | 汐ノ海   | 2(1) | 8 | 信夫山   | 1 | 2    | 清水川 | 3 | 1 |  |  |  |
| 鯱ノ里   | 1    | 0 | 千代ノ山 | 2    | 6 | 常ノ山   | 2 | 4(1) | 照國   | 0 | 4 |  |  |  |
| 輝昇     | 3    | 3 | 出羽錦   | 2    | 3 | 十勝岩   | 3 | 2    | 栃錦   | 1 | 2 |  |  |  |
| 鳴門海   | 1    | 2 | 羽嶋山   | 3    | 5 | 緋縅     | 0 | 1    | 備州山 | 3 | 3 |  |  |  |
| 平ノ戸   | 0    | 1 | 広瀬川   | 5    | 2 | 藤田山   | 1 | 2    | 二瀬山 | 2 | 3 |  |  |  |
| 前田山   | 0    | 3 | 増位山   | 0    | 6 | 増巳山   | 2 | 1    | 松ノ里 | 1 | 0 |  |  |  |
| 松登     | 0    | 2 | 三根山   | 0    | 2 | 宮城海   | 1 | 1    | 宮錦   | 1 | 0 |  |  |  |
| 陸奥ノ里 | 1    | 0 | 八方山   | 6    | 7 | 吉井山   | 3 | 1    | 吉葉山 | 1 | 2 |  |  |  |
| 米川     | 0    | 1 | 力道山   | 1    | 0 | 若瀬川   | 6 | 3    | 若ノ花 | 0 | 2 |  |  |  |